# Måns Uddenberg
Måns Ralf Arvid Uddenberg, född 18 februari 1940, är en svensk jurist som var lagman i Vänersborgs tingsrätt från 1999 till 2006.
Uddenberg utnämndes 17 maj 1990 till rådman i Falu tingsrätt från att före dessa varit rådman i länsrätten för Kopparbergs län. Han utnämndes till lagman i länsrätten för Kopparbergs län 4 mars 1993 och lagman i Vänersborgs tingsrätt 10 juni 1999.